# 蒲生郷成
蒲生 郷成（がもう さとなり、? - 慶長19年（1614年））は、戦国時代から江戸時代初期にかけての武将。父は坂勝則。蒲生郷喜・蒲生郷舎らの父。蒲生氏の家老。通称は源左衛門尉。郷就（さとなり）と記す史料もある。

## 生涯
初め坂源次郎と名乗り、父の勝則とともに関成政、次いで柴田勝家に仕えた。
天正11年（1583年）、賤ヶ岳の戦いののち柴田勝家が滅ぶと浪人し、蒲生氏郷に家老として仕えた。九州征伐での岩石城攻略にて武功を挙げ、関白豊臣秀吉にも称賛されたため、天正15年（1587年）頃に蒲生姓を許され、蒲生郷成と名乗った。天正18年（1590年）、蒲生家の会津に移封に従って阿子ヶ島城代を務め、後に白石城代を務め、次いで二本松城主となり、4万石を知行した。蒲生郷可と共に、柴田家時代の知り合いであった浪人の佐久間安政と勝之兄弟を蒲生家の与力として招聘した、とする説がある。
天正20年（1592年）6月、氏郷が朝鮮出兵のため名護屋に滞在している際に、蒲生郷可と蒲生郷安の対立が起きたがこれを仲裁した。氏郷の死後、郷安が小姓の綿利八右衛門を殺害したため、今度は郷成も郷安と対立し、郷安は家中を追放された（蒲生騒動）。
氏郷の跡を継いだ嫡子の蒲生秀行はこの一連の騒動を調定出来なかった、と秀吉により判断され、慶長3年（1598年）に蒲生家は下野宇都宮へ減移封された。郷成の預かり地も3万石に減らされ、常陸笠間城主となった。また追放された郷安に代わり、仕置奉行（家老）の一人となった。
慶長5年（1600年）の関ヶ原の戦いの翌年、秀行が60万石で再び会津の領主となると仕置奉行からは外れたものの、守山城代、三春城代を務め、次いで須賀川城主となり、息子の源三郎（後に源左衛門尉を継ぐ）郷喜と源兵衛郷舎の分と合わせて4万5千石に加増された。
慶長14年（1609年）、仕置奉行の岡重政と蒲生郷成が対立し、家中は岡重政・蒲生郷貞・外池良重らの派閥と蒲生郷成・関元吉・小倉良清の派閥に分かれて争った。折しも家中では郷成の所領における検地が決定され、また家中の訴訟で秀行が関に敗訴を言い渡したことをきっかけにして、小倉と関が出奔し、苦境に陥った郷成も2人の息子を連れて出奔した。郷成の2人の息子は藤堂高虎に仕官したが、郷成は徳川家康のいる駿府に移ったと言われている。
慶長19年（1614年）、秀行の妻の振姫の勘気に触れた岡重政が失脚すると、大御所徳川家康の斡旋により蒲生家への帰参を許されるが、会津へ向かう途中の須賀川にて病死した。このため、共に復帰した郷喜兄弟に三春城と合わせて4万5千石が与えられた。
一説には「ジョアン」の洗礼名を持つキリシタンであったという。